# Tiantai (köpinghuvudort i Kina, Guizhou Sheng, lat 28,58, long 105,75)
Tiantai (kinesiska: 天台, 天台镇) är en köpinghuvudort i Kina. Den ligger i provinsen Guizhou, i den sydvästra delen av landet, omkring 230 kilometer norr om provinshuvudstaden Guiyang. Antalet invånare är 15 038. Befolkningen består av 7 271 kvinnor och 7 767 män. Barn under 15 år utgör 21,0 %, vuxna 15-64 år 65 %, och äldre över 65 år 13,0 %.